# Stołowa Góra (Wyżyna Olkuska)

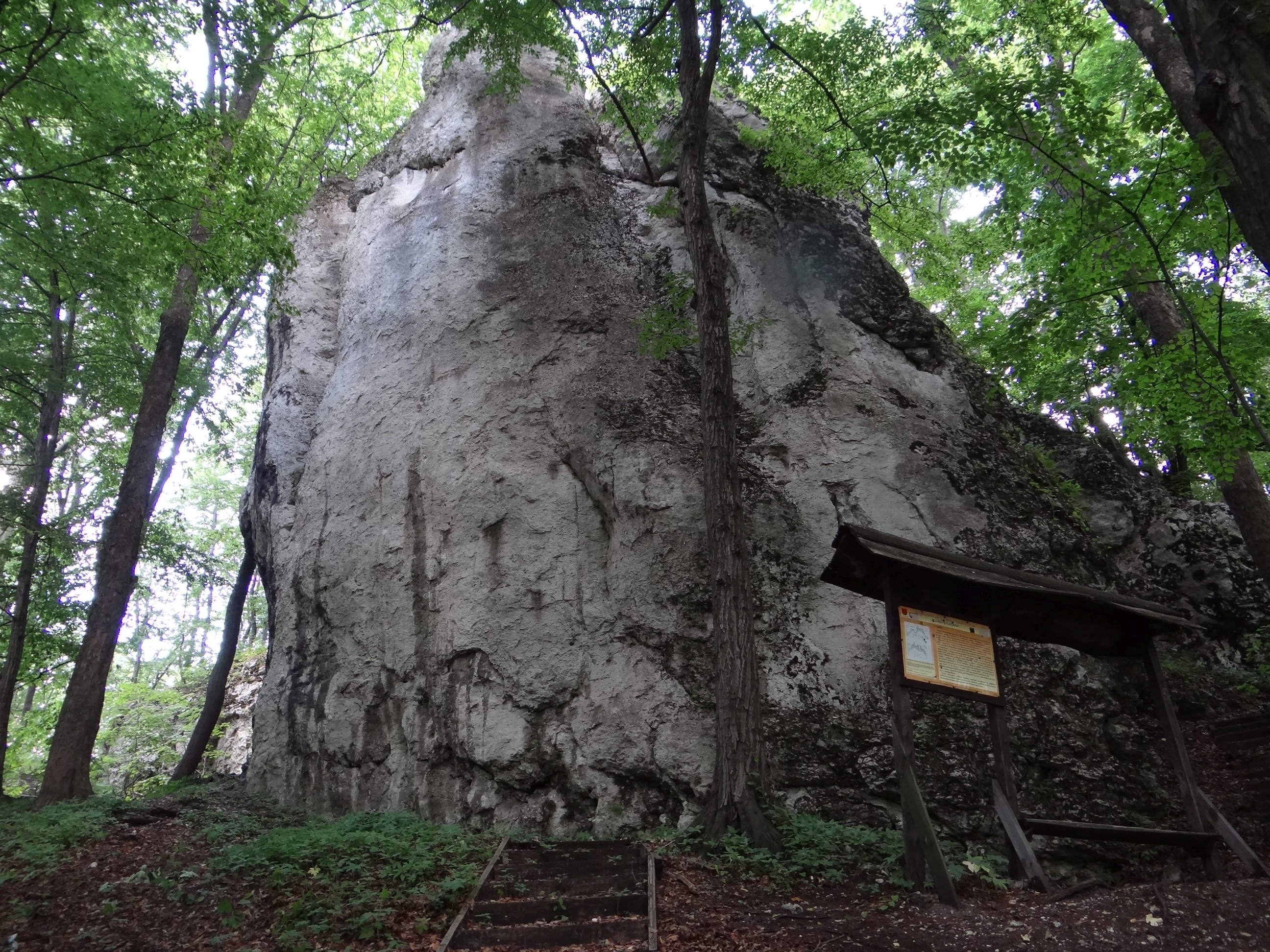
Skała Maniakówka

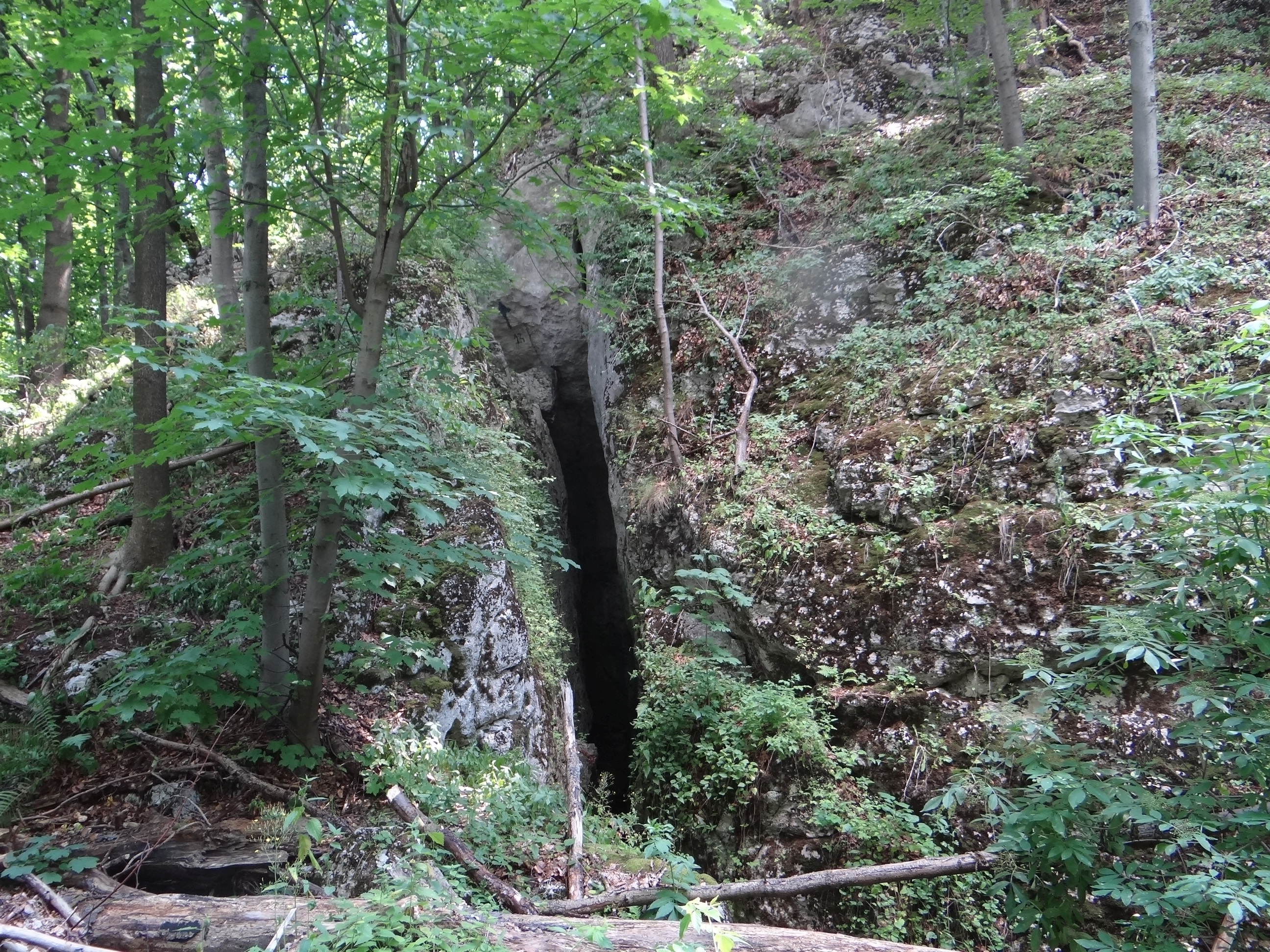
Jaskinia Lodowa w Jaroszowcu

Stołowa Góra – kompleks kilku porośniętych lasem wzniesień po północnej stronie zabudowanego obszaru Jaroszowca w województwie małopolskim, w powiecie olkuskim, w gminie Klucze. Należą do niego wzniesienia Maniakówka, Pod Wieżą, Ostra Góra, Stołowa Skała oraz inne, bezimienne. Najwyższe z nich to wzniesienie Pod Wieżą (449 m). Znajdują się na Wyżynie Olkuskiej będącej częścią Wyżyny Krakowsko-Częstochowskiej. 
Na obszarze Stołowej Góry występuje wiele wapiennych ostańców i wychodni. Najbardziej wybitne z nich to: Maniakówka, Maniak Pośredni, Maniak Zadni, Stołowa Skała. W skałach znajduje się wiele jaskiń i schronisk: Jaskinia Błotna, Konfesjonał, Jaskinia Lodowa w Jaroszowcu, Jaskinia poniżej Lodowej, Jaskinia Twarda, Jaskinia w cyrku na Stołowej Górze, Schronisko koło Jaskini Lodowej, Schronisko ku Wieży, Schronisko nad Błotną, Schronisko Śpiących Kartografów, Szczelina z Mostami. Zróżnicowanie rzeźby terenu spowodowało, że występuje kilka typów zespołów leśnej roślinności. Dolne partie porasta buczyna kwaśna, w partiach szczytowych buczyna sudecka, a na dobrze naświetlonych stokach południowych buczyna storczykowa. Na północnych zboczach miejscami spotyka się reliktowe płaty jaworzyny z języcznikiem zwyczajnym. Obniżenia terenu porasta bór sosnowy i bór mieszany.
Stołowa Góra znajduje się już na obszarze ochrony specjalnej Jaroszowiec (obszar Natura 2000). W 2021 powołano rezerwat przyrody Góra Stołowa im. Ryszarda Malika obejmujący tereny Lasów Państwowych w obrębie Nadleśnictwa Olkusz.

## Szlaki turystyczne
Przez obszar Stołowej Góry prowadzi kilka szlaków turystyki pieszej, rowerowej i ścieżka dydaktyczna:
 Szlak Orlich Gniazd, odcinek: Zamek w Rabsztynie – Jaroszowiec – Stołowa Góra – Golczowice
 Klucze – Marglok – Kamyk – Maniakówka – Jaroszowiec
 Olkusz – Ogrodzieniec
 ścieżka dydaktyczna „Stołowa Góra”: kościół w Jaroszowcu – Maniakówka – Jaskinia Błotna – Jaskinia Lodowa w Jaroszowcu – Kamieniołom Cieszyniec – kościół w Jaroszowcu